# Colección Arqueológica de Kedros
La Colección Arqueológica de Kedros es una colección o museo de Grecia ubicada en la localidad de Kedros, en el municipio de Sofades de la región de Tesalia. Su funcionamiento depende del Eforado de Antigüedades de Karditsa.
Esta colección contiene una serie de piezas arqueológicas procedentes del sitio arqueológico de Kedros-Lutró, donde se estima que se encontraba la antigua ciudad de Orta, y de otras áreas adyacentes. También se exponen datos acerca de las excavaciones del asentamiento neolítico de Magula. Entre las piezas expuestas, se encuentran sarcófagos, objetos de piedra, columnas y objetos decorativos de las iglesias paleocristianas de la zona.